# 庭野結芽葉
庭野 結芽葉（にわの ゆめは、2002年4月11日 - ）は、日本の子役・女優。東京都出身のおひつじ座。セントラル株式会社所属。

## 来歴
幼少期より子役として活躍している。映画クロユリ団地で映画初デビューし、テレビ特撮環境超人エコガインダーでテレビ作品デビューする。

## 出演

### テレビドラマ
- 花燃ゆー女工まさ役
- 東京全力少女ー武井咲幼少期時代役
- 私立バカレア高校ー真行寺文恵幼少期時代役
- 浅見光彦最終章ー岩岡彩役
- イノセントラブー聖歌隊役
- 砂の塔ー配役不明
- 土曜ワイド劇場法医学教室の事件ファイル３９
- トミカヒーローレスキューフォースー飛鳥役

### 映画
- ゲゲゲの女房ー初枝の子供役
- のんちゃんののり弁ーさきちゃん役
- クロユリ団地ー幼い飛鳥役

### CM
- ミツカン納豆かけたい男篇